# パウル・メンデルスゾーン (化学者)
パウル・メンデルスゾーン・バルトルディ（Paul Mendelssohn Bartholdy, 1841年1月18日 - 1880年2月17日）は、ドイツの化学者。アニリン染料の化学的合成を行った、ドイツの化学メーカーアグフア・ゲバルト（AGFA）の創立メンバーの一人。
同姓同名の叔父パウルと混同しないよう注意が必要である。

## 生涯
パウルはパウル・フェリックス・アブラハム・メンデルスゾーン・バルトルディとして、ライプツィヒで作曲家フェリックスとその妻セシルとの間に生まれた。彼はハイデルベルク大学では同窓のロベルト・ブンゼンらと共に科学を学んだ。1863年の卒業後はベルリンに赴き、アウグスト・ヴィルヘルム・フォン・ホフマンの下でさらに研鑽を積む。
1866年には普墺戦争に無償で従軍し、ケーニヒグレーツの戦いに参加して将校となった。彼は後の普仏戦争においては鉄十字の栄誉に与ったことでも記憶される。
普墺戦争後、パウルはユストゥス・フォン・リービッヒの弟子でイングランドに染料工場を設立していたアレクサンダー・マルティウスと出会った。この縁から2人はドイツでのアニリン生産の協定を結び、1867年にベルリン近郊のルンメルスブルク湖のほとりに工場を建設した。1872年にはベルリン、トレプトー区の会社を買収し、生産品目をフクシン、アニリンブルー、クリスタルバイオレットに拡大した。1873年、会社は社名をAktien-Gesellschaft für Anilin-Fabrikationとし、これが1898年にAGFAとなった。
パウルは又従妹のエリーザベト・オッペンハイム（Elisabeth Oppenheim, 1845年 - 1868年；大叔父ヨーゼフの孫娘）と結婚した。彼女は息子のオットー（Otto）の出産直後に命を落とした。パウルはその後エリーザベトの妹のエノーレ（Enole, 1855年 - 1939年）と再婚し、彼女との間に4人の子を儲けた。
1880年、パウルはベルリンで心筋梗塞により帰らぬ人となった。彼の死後、会社は甥のフランツ・オッペンハイムが引き継いだ。1925年、会社は合併してIG・ファルベンインドゥストリーとなったが、1952年に元の社名で再出発している。